# Ewald Dörken
Ewald Dörken AG – firma specjalizująca się w produkcji, sprzedaży i badaniach w obszarze membran dachowych, elewacyjnych i kompleksowych akcesoriów dla dachów skośnych oraz płaskich, aranżowanych także jako dachy zielone. Przedsiębiorstwo ma 125-letnią tradycję. Obecnie działa na skalę międzynarodową, posiadając oddziały w 11 krajach oraz licznych przedstawicieli handlowych. Na polskim rynku firma Dörken jest obecna od 1992 roku.

## Historia
Firma Dörken powstała w 1892 roku, a jej założycielami byli bracia: Carl Dörken, z wykształcenia chemik oraz Ewald Dörken, przedsiębiorca. Na początku istnienia zajmowała się wytwarzaniem lakierów, farb i powłok antykorozyjnych. W 1902 roku dr Carl Dörken opracował nową technologię koncentracji oleju drzewnego. Dzięki temu pierwszy raz w historii produkcji farb powstały wyroby lakierowe o właściwościach drewno-podobnych. W 1925 roku została założona spółka partnerska z ograniczoną odpowiedzialnością Dörken GmbH & Co. KG. Stała się ona fundamentem oddziału firmy odpowiedzialnego za kompozytowe membrany budowlane.
I wojna światowa była trudnym czasem dla DÖRKEN i dopiero po jej zakończeniu firma mogła wrócić do działania. W latach dwudziestych firma kupiła nowe maszyny, laboratoria oraz tereny pod inwestycje, a także rozwinęła kadry. W 1925 roku została założona spółka partnerska z ograniczoną odpowiedzialnością. W tym samym czasie firma DÖRKEN zaczęła działać na niszowym rynku produkcji i dystrybucji membran dachowych dla rozrastającej się floty wagonów towarowych należących do narodowego przewoźnika kolejowego.

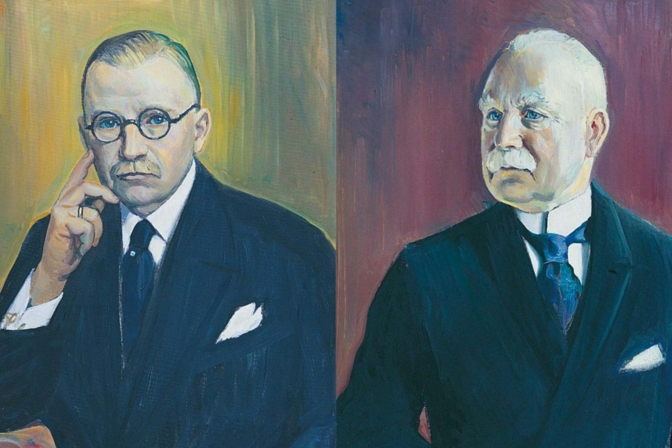
Bracia Carl i Ewald Dörken- założyciele firmy Dörken, 1892.

W latach 30. kryzys gospodarczy spowodował, że spółka Ewald Dörken AG musiała priorytetowo traktować niemieckie surowce podczas opracowywania nowych wyrobów. Sprawiło to, że syntetyczne woski podbiły rynek, a firma DÖRKEN stała się wiodącym dostawcą farb bazujących na żywicach syntetycznych. Z uwagi na rozwój przedsiębiorstwa powiększono zaplecze produkcyjne.
Podczas II wojny światowej obiekty firmy zostały poważnie uszkodzone z powodu bombardowań. Po wojnie rozważano zamknięcie zakładu w Herdecke, ale ostatecznie podjęto zintensyfikowane działania, aby go uratować, co zakończyło się powodzeniem. Pod koniec lat pięćdziesiątych i na początku kolejnej dekady XX wieku firma DÖRKEN w szybkim tempie tworzyła nowe produkty. Zdecydowała się wejść na nowy rynek – producentów używających technologii spajania cienkich folii polietylenowych z tkaninami. Dzięki temu firma opracowała membranę z tworzyw sztucznych wzmocnioną siatką DELTA SPF z właściwościami uniepalniającymi do montażu na dachach dwuspadowych. Prace badawczo-rozwojowe doprowadziły też do powiększenia przez DÖRKEN asortymentu brezentów i membran.

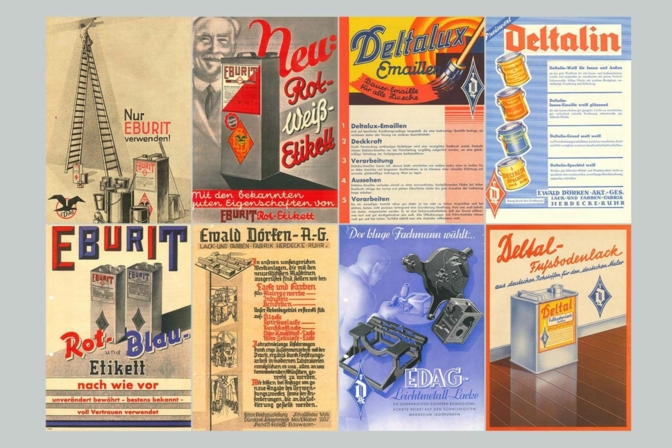
Dörken, Historyczna reklama, 1935

W 1981 roku firma DÖRKEN nabyła licencję na produkcję i sprzedaż cienko-powłokowego systemu ochrony antykorozyjnej. Wyrób ten – DELTA-MKS – szybko zdobył znaczącą pozycję na rynku dzięki wysokiej efektywności i braku metali ciężkich w składzie. Oddział firmy związany z kompozytowymi membranami budowlanymi opracował też membranę kubełkową, która była przeznaczona do ochrony przed wilgocią w piwnicach. Znakiem rozpoznawczym DÖRKEN stały się systemy ochrony ścian fundamentowych i odprowadzania wilgoci, o charakterystycznym brązowym kolorze.
W latach dziewięćdziesiątych firma DÖRKEN przejęła od DuPont de Nemours produkcję bezrozpuszczalnikowych farb elewacyjnych Lucite i Imlar CPC. W ramach realizacji strategii zrównoważonego rozwoju, DÖRKEN zbył wtedy część biznesu odpowiadającą za produkcję tradycyjnych wyrobów lakierowych i rozpoczął wytwarzanie nowych, wodorozcieńczalnych farb budowlanych. W ciągu dwóch lat zakład w Herdecke obniżył zużycie rozpuszczalników o 70%.
W połowie lat dziewięćdziesiątych XX wieku firma DÖRKEN i producent farb CWS-Lackfabrik Conrad W. Schmidt GmbH & Co. KG z Düren stworzyli nową spółkę partnerską z ograniczoną odpowiedzialnością – CD-Color GmbH & Co. KG. W 2002 roku, przedsiębiorstwo Ewald Dörken AG przekształciło spółkę akcyjną w spółkę holdingową, świadczącą usługi wspólne dla niezależnych oddziałów spółki.

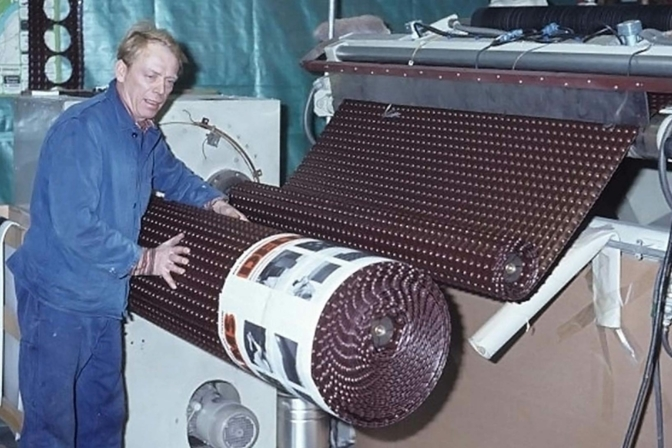
DÖRKEN, charakterystyczny brązowy kolor staje się znakiem rozpoznawczym firmy DÖRKEN, 1981

W 2015 r. otworzono nowy zakład produkcyjny w mieście Hagen. W tym samym roku powstała też firma Multitexx, która zajmuje się opracowywaniem, produkcją i sprzedażą włóknin typu spunbond dla odbiorców przemysłowych. Rok później po raz pierwszy w historii firmy stanowisko dyrektora generalnego objęła osoba spoza rodziny: Thorsten Koch. W roku 2020 oddano do użytku nowy budynek biurowy DÖRKEN. W tym samym roku Dörken MKS-Systeme, CD-Color i Protec Systempasten połączyły się, tworząc jedną firmę pod nazwą Dörken Coatings GmbH & Co. KG.

## DÖRKEN w Polsce

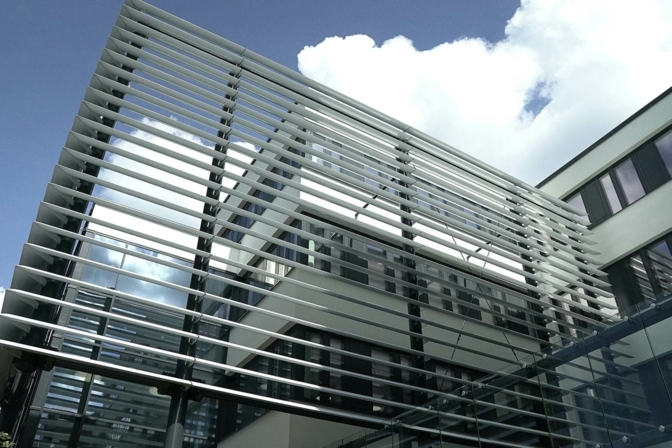
Budynek biurowy DÖRKEN oddany do użytku w 2020 roku

Firma DÖRKEN jest obecna w Polsce od 1992 roku, a jej siedziba znajduje się w Warszawie. Przedsiębiorstwo na polskim rynku zajmuje sprzedażą i dystrybucją swoich produktów. Poza tymi działaniami angażuje się w kształcenie branży oraz współpracę ze światem akademickim. Od roku 2021 DÖRKEN organizuje cykle tematycznych webinarów przeznaczonych dla studentów kierunków związanych z tematyką budownictwa ogólnego, inżynierii materiałów, architektury czy renowacji zabytków. Firma włącza się też w proces transferu nauki do przemysłu współpracując m.in. z Politechniką Białostocką. DÖRKEN wspiera również branżowe inicjatywy dotyczące tematu retencji wody opadowej. Jest partnerem WaterFolder – pierwszej interaktywnej platformy dla projektantów instalacji wod-kan. Jako producent innowacyjnych rozwiązań dla dachów, jak np. folia DELTA®-FLORAXX TOP, firma angażuje się w upowszechnianie w Polsce trendu na zielone dachy oraz promuje to rozwiązanie w środowisku inwestorów, deweloperów, jednostek samorządowych. DÖRKEN angażuje się również w promowanie wysokiej jakości materiałów wykorzystywanych do renowacji polskich zabytków i obiektów sakralnych. W roku 2021 w VII edycji branżowego konkursu „Pochwal się dachem” organizowanego przez portal dachy.info.pl, wyróżnienie zdobyła realizacja renowacji zabytkowego dachu Bazyliki Mariackiej w Gdańsku, przy której wykorzystano membrany firmy DÖRKEN.

## Działalność
DÖRKEN Coatings i DÖRKEN Membranes są spółkami, które należą do DÖRKEN, każda z nich zajmuje się innym obszarem działalności.
DÖRKEN Membranes – łączy marki DELTA® i Multitexx, które oferują jakościowe membrany dachowe i elewacyjne do stosowania w budownictwie oraz indywidualne rozwiązania dedykowane dla przemysłu.
DÖRKEN Coatings – odpowiada za powłoki ochrony antykorozyjnej, oferuje rozwiązania w zakresie zaawansowanej ochrony powierzchni, zestawy powłok kolorowych oraz pasty pigmentowe.
DÖRKEN Serwis – zajmuje się pozostałymi obszarami w Dörken: HR, zarządzania budynkiem, zarządzania zakupami, finansów, kontrolingu, relacji inwestorskich, IT / O (IT i organizacja), HSE (zdrowie / bezpieczeństwo / środowisko).

## Produkty
DELTA®-MAXX PLUS – membrana dachowa wstępnego krycia charakteryzująca się dużą wytrzymałością i odpornością na rozdarcie. Jest przeznaczona do dachów skośnych z deskowaniem i bez. Dzięki zintegorwanym paskom klejącym, można ją obracać i montować w dwóch kierunkach, co oszczędza czas pracy oraz zużycie materiału. Ma 25-letnią gwarancję funkcjonalności. Pozytywnie przeszła testy w zakresie ochrony przed upadkiem.

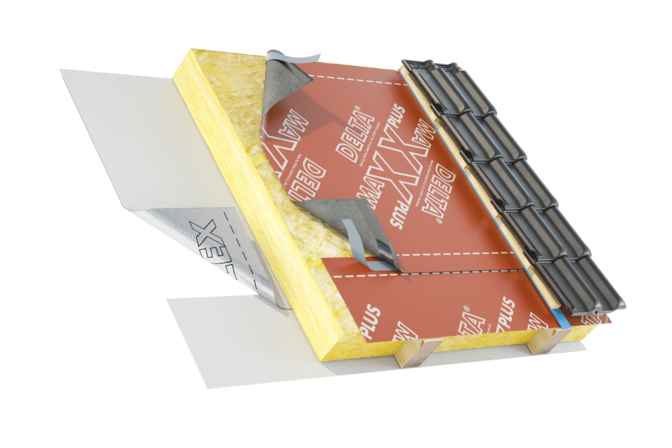
DELTA®-MAXX PLUS

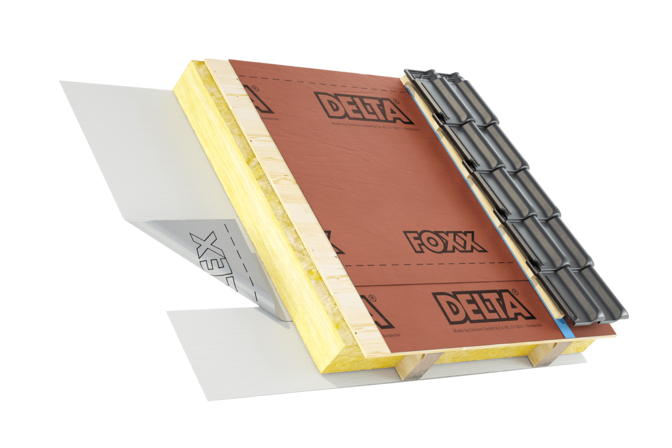
DELTA® – FOXX (PLUS)

DELTA® – FOXX (PLUS) – membrana szalunkowa stworzona do stosowania w ekstremalnych warunkach pogodowych. Posiada 25-letnią gwarancję funkcjonalności, jest wysoce wytrzymała i odporna na starzenie. Można ją układać bezpośrednio na izolacji termicznej lub jako membranę elewacyjną. Jest także odpowiednia do stosowania jako warstwa podkładowa i rozdzielająca pod pokryciami z łupków lub metalu. Dodatkowo charakteryzuje się wysoką klasą ogniową B-s1,d0 (niezapalna, NRO) ograniczającą rozprzestrzenianie się ognia a tym samym ochronę mienia i użytkowników.